# Symfonie nr. 6 (Atterberg)
Kurt Atterberg voltooide zijn Symfonie nr. 6 "Dollarsymfonie" op 8 april 1928.
De symfonie is geschreven voor de deelname uit een wedstrijd, die Columbia Records had uitgeschreven ter nagedachtenis van de 100e sterfdag van Franz Schubert. Doel van de wedstrijd was te komen tot een voltooiing van Schuberts onvoltooide symfonie. Het animo daarvoor was gering en de opdracht werd uitgebreid, en konden werken ingediend worden die in Schuberts stijl werden geschreven. Atterberg hoorde pas op 24 november 1927 van de wedstrijd, maar dankzij het feit dat Columbia de uiterste inzenddatum steeds verschoof was Atterberg nog op tijd. 30 april 1928 was de uiterste inzenddatum. In de jury die de werken uit Noord-Europa moesten beoordelen zaten Carl Nielsen en Ture Rangström.
Op 1 mei 1928 begon men met het uitdeling van de prijzen voor Scandinavië en Atterberg moest opdraven als voorzitter van de STIM (de Zweedse Buma/Stemra). Hij zag zich genoodzaakt steeds muziek aan te moeten horen van anderen, pas de volgende dag hoorde hij dat hijzelf in de prijzen (750 Amerikaanse dollars) was gevallen. Alle inzendingen uit de diverse regio's werden vervolgens beoordeeld en de wedstrijd ging tussen:
- de Symfonie nr. 3 van Franz Schmidt
- de Symfonie nr. 1 van Czeslaw Marek en
- de Symfonie nr. 6 van Atterberg.

De drie werden uitgezocht uit 500 werken uit uiteindelijk 26 regio's. Atterberg won uiteindelijk de eerste prijs met een prijzengeld van 10.000 Amerikaanse dollars, en zo kreeg de symfonie haar bijnaam.
De Zweedse symfonie voor een Amerikaans doel kreeg haar eerste uitvoering in de Gürzenichsaal in Keulen door het plaatselijke Concert-Gesellschaft onder leiding van Herman Abendroth. Degene die als het eerste het werk dirigeerde was echter Thomas Beecham, die in het geheim een opname van het werk had gemaakt. Opnamen waren in die dagen dun gezaaid. Atterberg nam het werk op en ook Arturo Toscanini zette het ook op plaat. Daarna bleef het toch voornamelijk stil rond dit werk.

## Muziek
De muziek van deze symfonie valt in twee gedeelten uiteen; deel 1 en 2 zijn serieus van klank en waren min of meer al klaar toen Atterberg van de competitie hoorde. Deel 3 is veel opgetogener en waarschijnlijk ook de reden dat hij uiteindelijk won (aldus de componist zelf). De symfonie kent drie delen:
1. Moderato
2. Adagio
3. Vivace

### Orkestratie
- 3 dwarsfluiten (III ook piccolo), 2 hobo's,  2 klarinetten, 2 fagotten
- 4 hoorns, 3 trompetten, 3 trombones, 1 tuba
- pauken,  4 man/vrouw percussie, 1 harp
- violen, altviolen, celli, contrabassen

## Discografie (2012)
- Uitgave BIS Records: Jun'ich Hirokami met het Norrköpings Symfoniorkester
- Uitgave cpo: Ari Rasilainen met een Philharmonisch Orkest van de Omroep in Hanover
- Uitgave Guild, Toscanini met het NBC Symphony Orchestra